# Organo della chiesa di San Pancrazio a Neuenfelde

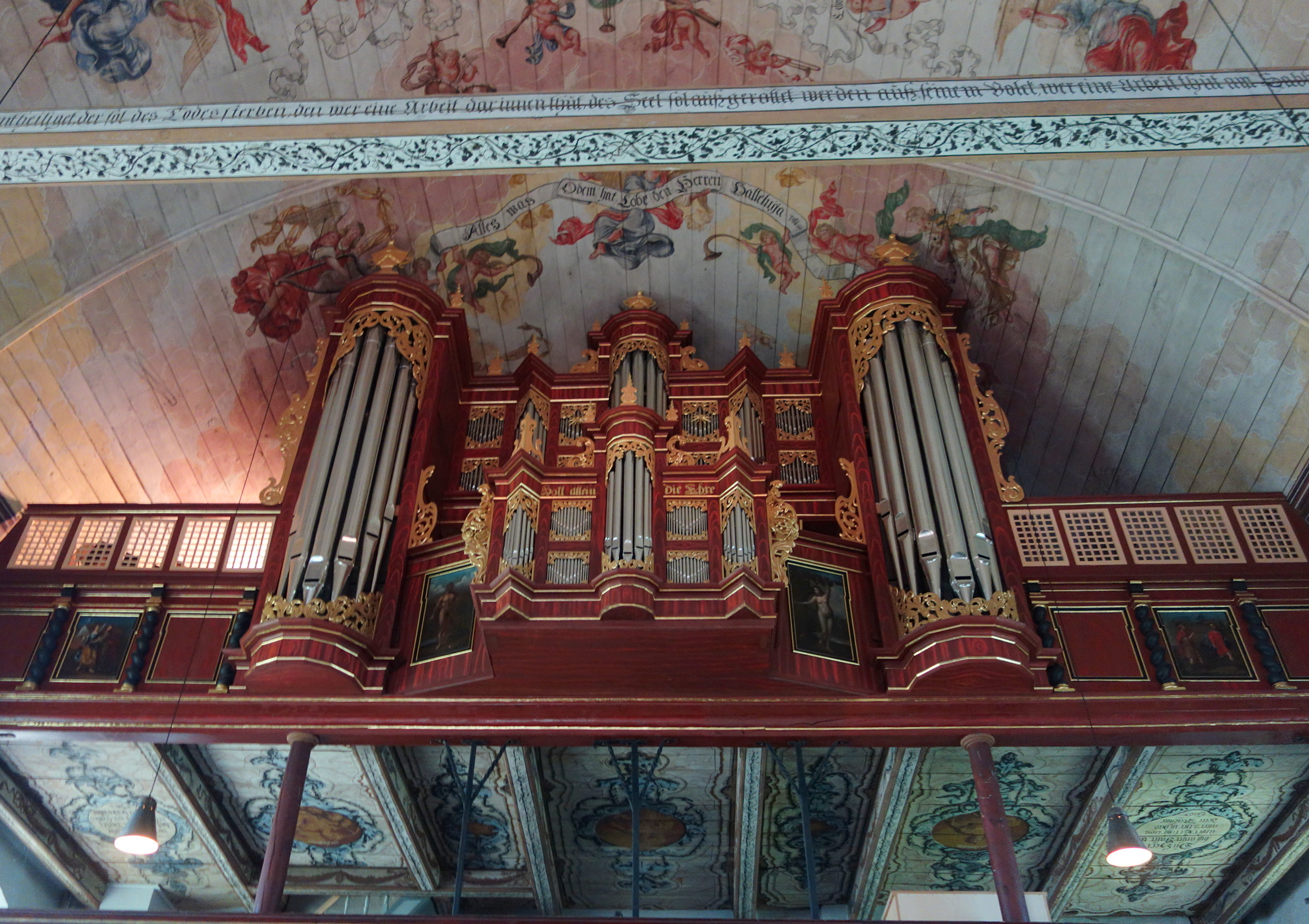
L'organo della chiesa di San Pancrazio a Neuenfelde.

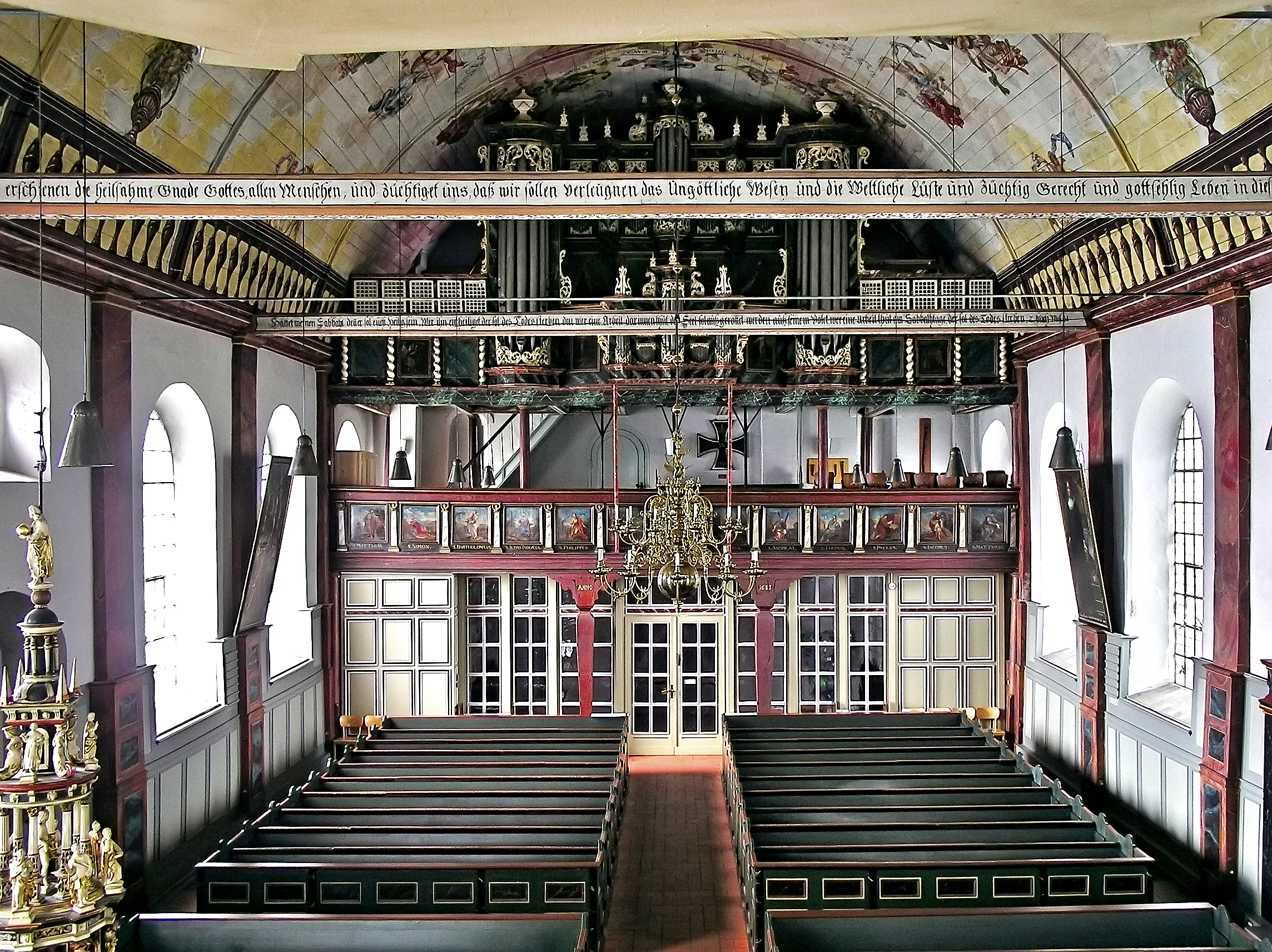
La navata della chiesa.

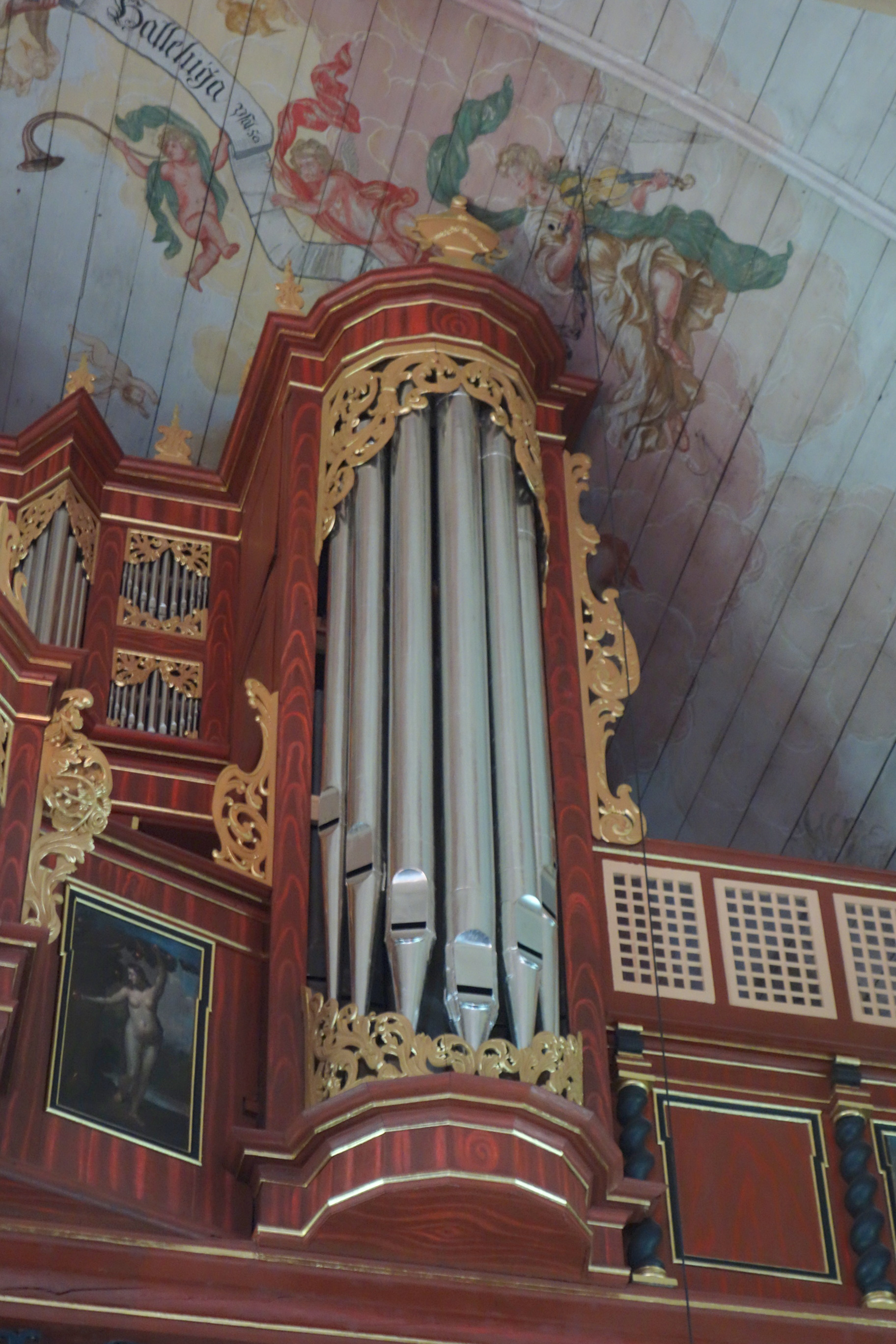
Una delle torri di basseria.

Con organo della chiesa di San Pancrazio ci si riferisce a un organo monumentale costruito da Arp Schnitger a Neuenfelde, un quartiere di Amburgo, in Germania.

## Storia
La chiesa di San Pancrazio venne ampliata nel 1682, e, nello stesso anno, il celebre organaro Arp Schnitger ricevette l'incarico di costruirne l'organo, in sostituzione di uno strumento dotato di un manuale e 14 registri realizzato da  Hans Christoph Fritzsche nel 1672-73, giudicato ormai insufficiente. Schnitger realizzò un organo con due manuali, pedaliera e 34 registri, terminando il lavoro nel 1688. Il nuovo strumento venne così apprezzato che i superiori della chiesa, come ringraziamento, riservarono uno stallo personale ad Arp Schnitger e gli diedero il permesso, dopo la sua morte, di essere sepolto all'interno della chiesa.
Nel corso del tempo lo strumento venne sottoposto a regolare manutenzione, ma fu anche oggetto di numerose manipolazioni che ne alterarono, secondo i diversi gusti estetico-musicali del momento, le caratteristiche foniche. Nel 1750 Jakob Albrecht rimosse il regale di Schnitger dal rückpositiv, rimpiazzandolo con il cromorno preso dall'oberwerk. Inoltre, installò nell'oberwerk una vox humana. Nel 1867 l'organaro Johann Hinrich Röver sostituì il rückpositiv con un hinterwerk, senza però manomettere il somiere. Nel 1886 Heinrich Röver sostituì la mistura, il cimbalo e la vox humana dell'oberwerk e la mistura e il cornetto della pedaliera.
Nel 1926, tuttavia, Emil Kemper e Hans Henny Jahnn riportarono lo strumento a una condizione vicina al suo stato originario, ricostruendo il rückpositiv. Nel 1938 Paul Ott montò una nuova mistura e sistemò i registri ad ancia, e, nel 1939-1940, Karl Kemper riutilizzò alcune vecchie canne per l'organo della chiesa di Sant'Egidio a Lubecca.
Rudolf von Beckerath, nel 1951, riparò i somieri. Paul Ott intervenne nuovamente nel 1955, effettuando alcune piccole riparazioni e una pulizia generale. Attualmente l'organo si trova in condizioni insoddisfacenti: il suono, a causa dei numerosi interventi, è molto disomogeneo, l'intonazione è precaria e ci sono diversi problemi con la catenacciatura. Per cercare di risolvere questi inconvenienti, i superiori della chiesa si sono rivolti all'organaro Kristian Wegscheider, il quale, nel 2012, ha iniziato un nuovo restauro.

## Caratteristiche tecniche
La trasmissione è interamente meccanica, l'aria è fornita da sei mantici a cuneo, la pressione del vento è di 68 mm in colonna d'acqua, il corista del La corrisponde a 469 Hz e il temperamento è  mesotonico modificato basato su sei quinte ridotte di 1⁄5 di comma pitagorico su Fa, Do, Sol, La, Mi e Si. La quinta Re-La e le quattro quinte rimanenti sono pure, l'intervallo Mib-Sib è eccedente di 1⁄5 di comma pitagorico. La disposizione fonica è la seguente:
| Primo manuale - Rückpositiv |        |     |
| Principal                   | 4'     | S   |
| Gedact                      | 8'     | S   |
| Quintadena                  | 8'     | O   |
| Blockflöte                  | 4'     | S   |
| Quintflöte                  | 3'     | S/V |
| Octave                      | 2'     | V   |
| Sifflöte                    | 1' 1/3 | V   |
| Sesquialtera                | II     | V   |
| Terzian                     | II     | O   |
| Scharf                      | IV-VI  | O   |
| Krummhorn                   | 8'     | O   |

| Secondo manuale - Hauptwerk |      |         |
| Principal                   | 8'   | S       |
| Quintadena                  | 16'  | S       |
| Rohrflöte                   | 8'   | S       |
| Octave                      | 4'   | S       |
| Spitzflöte                  | 4'   | S       |
| Nasat                       | 3'   | S       |
| Octave                      | 2'   | S       |
| Spielflöte                  | 2'   | S       |
| Rauschpfeife                | II   | S       |
| Mixtur                      | V-VI | O       |
| Cimbel                      | III  | O       |
| Trompete                    | 8'   | parz. S |
| Vox humana                  | 8'   | B       |

| Pedal        |     |     |
| Principal    | 16' | S   |
| Octave       | 8'  | S   |
| Octave       | 4'  | S   |
| Flöte        | 4'  | S   |
| Nachthorn    | 2'  | K   |
| Rauschpfeife | II  | S/K |
| Mixtur       | V   | O   |
| Posaune      | 16' | O   |
| Trompete     | 8'  | O   |
| Cornet       | 2'  | O   |

| Accessori   |
| Tremulant   |
| Cymbelstern |

S = Arp Schnitger (1688).
V = Vecchio materiale preesistente, parzialmente riutilizzato da Kemper.
K = Emil Kemper (1925-26).
O = Paul Ott (1938).
B = Rudolf von Beckerath (1951).